# Stegastes beebei
Stegastes beebei es una especie de peces de la familia Pomacentridae en el orden de los Perciformes.

## Morfología
Los machos pueden llegar alcanzar los 15 cm de longitud total.

## Hábitat
Es un pez de mar.

## Distribución geográfica
Se encuentra en Panamá, Colombia, Costa Rica e Islas Galápagos.